# Ньяла гірська

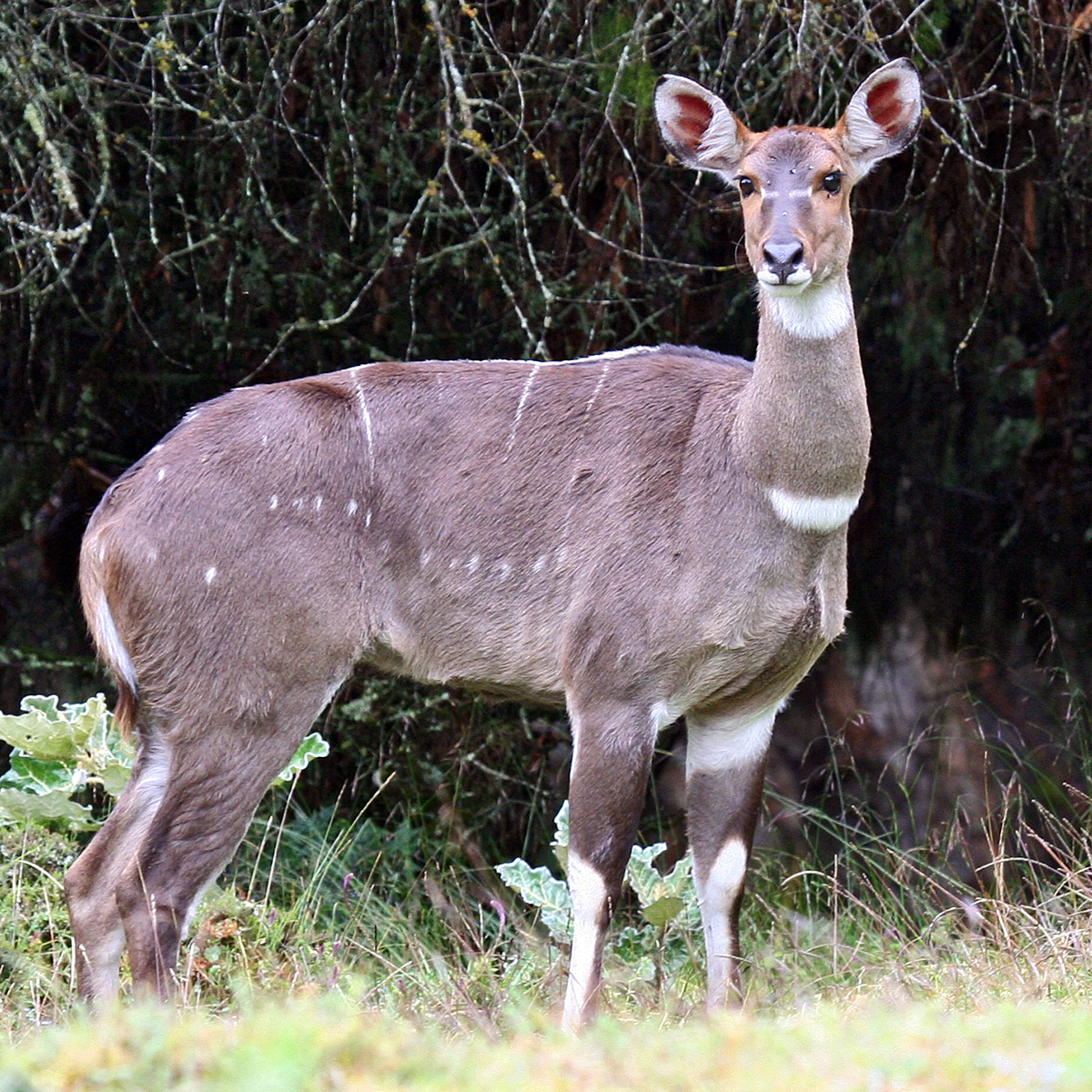
самиця

Ньяла гірська (Tragelaphus buxtoni) — вид парнокопитних ссавців родини Бикових (Bovidae). Батьківщина гірської ньяли — це холодні гірські рівнини Ефіопії. Спосіб життя гірської ньяли вивчений недостатньо добре. Вважається, що в природі живе не більше 12 000 гірських ньял. Ці тварини зустрічаються на території площею близько 150 км², тому будь-яке втручання в середовище проживання гірських ньял може призвести до їхнього зникнення.

## Опис
Тіло заввишки 90-120 см, завдовжки 190–260 см, довжина рогів до 1,18 м. Вага самця — 180–300 кг, самиця — 150–200 кг. Самки зовні схожі на самців, але набагато менше і без рогів.

## Поширення
Батьківщина гірської ньяли — це холодні і вологі райони Ефіопії, що розташовані на висоті приблизно до 4200 метрів над рівнем моря. У цих регіонах переважають гірські ліси і вересові пустки, посеред яких де-не-де видніються невеликі болота. З настанням сезону дощів до підніжжя гір приходять стада свійської худоби. Тоді гірські ньяли йдуть у густі ліси, що знаходяться на висоті 3000 метрів над рівнем моря.

## Спосіб життя
Самиці ньяли разом з дитинчатами перебувають у невеликих стадах, що нараховують від 4 до 6 особин. Найчисленніші групи складаються з 16
особин. Молоді самці тримаються окремо, невеликими холостяцькими стадами. Дорослі самці ньяли гірської завжди живуть поодинці, і лише з настанням періоду парування переміщаються ближче до самок. Тварини намагаються не залишати зарості і дуже рідко наважуються вийти на відкритий простір. Гірські ньяли — це миролюбні та полохливі копитні тварини, що найчастіше ведуть нічний спосіб життя. Найлегше їх побачити у сутінках, коли ньяли виходять на пошуки корму. У цих тварин досить поганий зір, проте слух і нюх розвинені напрочуд добре. Якщо ньяла вчує ворога, то вона або завмирає, або ховається в найближчих чагарниках. Окрім леопарда, який полює зазвичай на молодих, старих або ослаблених хворобою тварин, у гірських ньял зовсім небагато природних ворогів.

## Розмноження
У період розмноження, приблизно з жовтня по грудень, поодинокі дорослі самці приєднуються до стад самиць з дитинчатами. Зазвичай у кожне стадо приходить один самець. Самець нахиляє голову, увінчану прекрасними рогами, і повільно, особливим кроком, немовби на кінчиках копит, наближається до самки. Вагітність ньяли триває приблизно 7-9 місяців. Єдине дитинча зазвичай народжується влітку, в червні або липні. Воно має жовтувато-коричневе захисне забарвлення шерсті, що зливається за кольором з оточуючою рослинністю, тому його важко помітити. Мати тримається з малюком осторонь від стада. Коли він підросте, самка приводить дитинча у стадо. На дитинчат гірської ньяли полюють леопарди. Нерідко самець вступається за свого малюка, він відганяє хижака, загрожуючи йому своїми довгими рогами. Мати годує малюка молоком протягом 6 місяців. Молоді самки досягають статевої зрілості вже на першому році життя.

## Живлення
На батьківщині гірської ньяли, у Ефіопії, ростуть низькі дерева, ялівець, кущі і незліченна кількість багаторічних рослин. Ньяли харчуються переважно листям, гілками, опалими плодами та молодими пагонами. Особливо віддають перевагу листю та стручкам акацій. Гірська ньяла охоче поїдає і траву, проте в гірських районах трава трапляється дуже рідко. Лише зрідка гірським ньялам вдається відшукати невеликі острівці, порослі трав'янистою рослинністю, адже справжні луги знаходяться біля підніжжя гір. З настанням дощового періоду гірські ньяли здійснюють незначні міграції, оселяючись на порослих свіжою травою долинах або на покинутих пасовищах свійської худоби, розташованих на висоті 3 000 м над рівнем моря. Найбільшими конкурентами гірських ньял є численні стада імпал, з якими вони змагаються за пасовища.